# Vains
Vains ist eine französische Gemeinde mit 760 Einwohnern (Stand 1. Januar 2022) im Département Manche in der Region Normandie.

## Geographie
Vains liegt nördlich der Mündung der Sée und der Sélune, in der Bucht des Mont-Saint-Michel mit acht Kilometern Küste. Von den 870 Hektar der Gemeindefläche sind etwa 140 Hektar salzige Schafweiden.
Der Untergrund besteht aus Schiefer, der mehr als 600 Millionen Jahre alt ist. 
Vains grenzt an die Gemeinden Marcey-les-Grèves, Bacilly und Genêts. 
Die Gemeinde besteht aus zwei Dörfern in drei Kilometern Entfernung. Der Hauptort mit Rathaus, Kirche und Schulen wird von den Bewohnern Bourg de Vains (Dorf von Vains) genannt. Das andere Dorf um das Priorat heißt Saint-Léonard. Das Priorat war lange verfallen und wurde restauriert. 

## Bevölkerungsentwicklung
| Jahr      | 1962 | 1968 | 1975 | 1982 | 1990 | 1999 | 2009 | 2018 |
| Einwohner | 503  | 457  | 461  | 518  | 623  | 666  | 730  | 733  |